# Hanna Jedrzejewska
Hanna Jedrzejewska (1906. – 2002.) poljska kemičarka.

## Životopis
Doktorirala je 1930. u Varšavi. Godine 1957. počela je raditi u Nacionalnom muzeju u Varšavi, gdje je osnovala kemijski laboratorij i gdje je 1970. umirovljena. Bavila se i konzervacijom tekstila, fresaka, papira, arhitekture, drveta, kamena, te problemom školovanja restauratora.
Bila je jedna od prvih osoba koje su upozorile na neselektivno i pretjerano korištenje kemijskog i elektrokemijskog čišćenja muzejskih i arheoloških predmeta od metala. Godine 1967., na konferenciji IIC-a u Rimu održala je svoje značajno izlaganje "Some new experiments in the conservation of ancient bronzes".
Vrlo je važna i njena knjižica "Ethics in Conservation" izdana 1976. u Stockholm-u.
Bila je članica IIC od 1959., te je sudjelovala u IIC konferencijama u Rimu 1961., Delftu 1964., Londonu 1967., New Yorku 1970.i Stockholmu 1975.
Od 1962. bila je i članica ICOM-a, te je isto tako sudjelovala u radu konferencija u Bruxellesu 1967., Madridu 1972., Kopenhagenu 1974., Veneciji 1975. i Zagrebu 1978.
Kao istaknuta stručnjakinja surađivala je i s UNESCO-om, te je boravila u Iraku 1968., Jugoslaviji 1974. i Bugarskoj 1976.
Bila je jedna od suosnivačica Međunarodnog komiteta za etiku u konzervaciji, godine 1978. u Stockholmu.

## Izbor iz bibliografije
- Some new experiments in the conservation af ancient bronzes,članak u Thomson,G.(ed.)Recent advances in conservation,IIC konferencija u Rimu,London 1963.
- The conservation of ancient bronzes,Studies in Conservation 1/1964.
- Ethics in conservation,Stockholm 1976.
- Sampling precautions in the analysis of metallic antiquities, Studies in Conservation,7/1/1962.
- A corroded Egyptian bronze: cleaning and discoveries, Studies in Conservation 21/1976.
- Ethical problems in the conservation of composite metal objects, International Restorer Seminar, Veszprem 1989.

## Vanjske poveznice
- Biografija Hanne Jedrzejewske, na poljskom[neaktivna poveznica]